# كارل ديولف
كارل ديولف (بالفرنسية: Karl Dewolf)‏ هو لاعب هوكي الجليد فرنسي، ولد في 21 فبراير 1972 في مدينة ليل في فرنسا.

## وصلات خارجية
- كارل ديولف على موقع EliteProspects.com (الإنجليزية)
- كارل ديولف على موقع Eurohockey.com (الإنجليزية)
- كارل ديولف على موقع HockeyDB.com (الإنجليزية)
- كارل ديولف على موقع أوليمبيديا (الإنجليزية)